# Solitario de cartas
El solitario, también conocido como Klondike, es un juego de naipes, caracterizado para ser jugado por un solo jugador. Precisamente, el nombre se refiere al hecho de que sólo hay un jugador en competencia. Es considerado como un juego de paciencia y destreza, cuyo objetivo es utilizar todas las cartas de la baraja, para construir las cuatro pilas de naipes clasificadas por pintas comenzando por los ases en orden ascendente.
No existe ninguna historia cierta sobre el origen de este juego, pero es probable que apareciera con el nacimiento de los naipes y como entretenimiento personal. En alguna publicación se le atribuye un origen canadiense por el nombre del río del mismo nombre, en torno al cual se desarrolló a finales del siglo XIX la fiebre del oro. Quizá en esa época surgió este juego.

## Reglas del juego
El solitario se juega con una baraja estándar de 52 naipes. Después de barajar, se coloca un total de siete pilas de naipes. De izquierda a derecha, cada pila debe de contener un naipe más que la anterior. La primera pila (la más a la izquierda) contiene un solo naipe boca arriba, la segunda pila contiene dos cartas (una boca abajo, una boca arriba), la tercera contiene tres (dos boca abajo, una boca arriba), y así sucesivamente, hasta la séptima pila que contiene siete cartas (seis boca abajo y una boca arriba). El naipe superior de cada pila debe ponerse boca arriba. Los naipes restantes se colocan boca abajo, en la parte superior izquierda de la disposición.
Los cuatro cimientos (en la parte superior derecha) se deben agrupar por palo desde As hasta Rey. Para ello, se deben organizar los naipes de las pilas de manera descendente, y alternando los colores. Cada naipe boca arriba de las pilas, o una pila completa, se puede mover, como una unidad, a otra pila sobre la base de su carta más alta. Cualquier pila vacía se puede llenar con un rey o una pila de cartas con un rey. El objetivo del juego es construir cuatro pilas de naipes comenzando con As y terminando con Rey, todas del mismo palo, sobre una de las cuatro bases, lo cual se consigue al revelar todas las cartas boca abajo de las columnas. Hay diferentes formas de repartir el resto de la baraja, incluidas las siguientes:
Tirando tres cartas a la vez a la basura, sin límite de pases por la baraja.
Girando tres cartas a la vez a la basura, con tres pasadas por la baraja.
Girando una carta a la vez a la basura, con tres pasadas por la baraja.
Tirando una carta a la vez a la basura con una sola pasada a través de la baraja, y jugándola si es posible.
Dar vuelta una carta a la vez al desperdicio, sin límite de pases por la baraja.
Si el jugador ya no puede hacer ningún movimiento significativo, el juego se considera perdido. En este punto, ganar es imposible.

## Estilos de juego de solitario
- Carta blanca
- Spider
- TriPeaks
- Pirámide
- Montecarlo
- Memorame oramama (en modalidad de solitario)
- Clásico (Las Vegas)
- Super Solitario
- Paciencia (juego)

- Datos: Q1191033